# عماد عصار
سیدعمادالدین عصار مشهور به عماد عصارزاده نوغانی  (زاده ۱۲۷۶ خورشیدی، درگذشت ۱۳۳۶ خورشیدی)، نویسنده، روزنامه‌نگار، شاعر و عکاس ایرانی در دوران معاصر، و صاحب امتیاز و مدیر مسئول و سردبیر نشریاتی همچون: آشفته، یویو، و… بود. وی در نوشته‌های فکاهی خود، با نام مستعار «ع. راصع» نیز، فعالیت می‌کرد.

## زندگی‌نامه و خاندان
عمادالدین عصار در سال ۱۲۷۶ خورشیدی در شهر تهران به دنیا آمد. عصار اصالتی لواسانی دارد. پدر وی از عالمان دینی مشهور عصر خود یعنی  سید محمد عصار لواسانی بود و برادرش سید محمدکاظم عصار از استادان فلسفه دانشگاه تهران به‌شمار می‌رفت.
عماد ۵ فرزند داشت که راه پدر را پذیرا نبودند و با هدف خدمت به مردم به ارتش و شهربانی و کار دولتی وارد شدند. سیف‌الدین عصار، پسر عماد عصار، از جمله کارمندان ساواک و رییسان زندان زندان قزل‌قلعه پیش از انقلاب و یکی از مأموران دستگیری سید روح‌الله خمینی در سال ۱۳۴۲ بود. دو دختر وی سعیده و مسعوده نام داشتند و دو پسرش دیگرش یکی مسعود، افسر کلانتری ۱۲ (امجدیه) بود و دیگری حسام، آجودان مخصوص شاهپور غلامرضا پهلوی بود.

## تحصیلات
وی برای ادامهٔ تصحیل به اروپا سفر کرد. اما پس از مدتی از تحصیل در اروپا منصرف کردید و تنها به یادگیری علم هیپنوتیزم و مانیتیزم نزد استادان اروپایی پرداخت. بعد از بازگشت به ایران به شوق آموزش هیپنوتیزم به هند سفر کرد. در زمانی که پدرش، سید محمد، به خراسان تبعید شد او نیز مدت پنج سال در مشهد نزد پدر زندگی کرد و در ۱۳۰۸ خورشیدی امتیاز هفته‌نامه «آشفته» را گرفت. عصار در کارهای فکاهی راصع امضا می‌کرد که عکس کلمه عصار، یعنی نام خانوادگی اوست.

## فعالیت عکاسی
از عماد عصار متخلص به نوغانی به‌عنوان یکی از قدیمیترین عکاسان مشهد نام برده شده‌است. بر اساس گفته وی در بخش تجاری عکس نمی‌گرفته و با عکس مایون جایزه خراسان را گرفت [کذا، صحیح باید «هفته نامه آشفته» باشد]، اولین روزنامهٔ مصور مشهد را در این شهر منتشر می‌کرده و عکس‌های آن نشریه را هم خودش تهیه می‌کرده‌است. عماد عصار ظاهراً در سال ۱۲۹۶ خورشیدی به تهران می‌رود و در آنجا نیز مجله آشفته را منتشر می‌کند.

## مشوق شاعران و نویسندگان
با اینکه از عماد عصار نوشته‌های بسیاری در نشریات او باقی مانده‌است، اما اطلاعات به‌دست آمده دربارهٔ زندگی او چندان زیاد نیست. از قرائن چنین برمی آید که در نشریات او، همواره به روی شاعران و نویسندگان جوان گشوده بوده‌است و بسیاری از شاعران و نویسندگان مطرح دوران‌های بعد، نخستین فعالیت‌های قلمی خویش را در نشریاتی چون آشفته و یویو و… آغاز کرده‌اند. از جمله این افراد می‌توان به ناصر انقطاع و پرویز خائفی اشاره نمود که هردوی آن‌ها در زندگینامه‌های خودنوشت خویش، به شروع فعالیت‌های خویش زیر نظر عماد عصار و در نشریات او، اشاره کرده‌اند.
محمدحسین شهریار در زندگینامه خودنوشت خود از عماد عصار و مجله او، آشفته نام برده و ماجرای رفتن خود به همراه عماد عصار به منزل ملک الشعرای بهار را که به تشویق ملک الشعرا از شهریار و شهرت او منجر شده شرح می‌دهد.

## آثار
جدای از سرمقاله‌ها و مقالات بی‌شماری که وی در مطبوعات و نشریات مختلف، از جمله نشریاتی که به مدیر مسئولی و سردبیری خودش منتشر می‌شدند، برخی آثار او به صورت کتاب نیز انتشار یافته‌اند که از جمله شاخصترین آنها، کتاب باشرفها می‌باشد که نخست به صورت پاورقی چاپ می‌شد و از سال ۱۳۲۵ خورشیدی انتشار آن آغاز شده بود. این کتاب در سه جلد و زیرنظر خود عصار منتشر شد و انتشار جلد سوم آن که جلد پایانی آن بود، در فروردین ماه ۱۳۲۷ خورشیدی پایان یافت.
از جمله دیگر تالیفات باقی مانده از او، می‌توان به موارد ذیل اشاره کرد:
- «اسرار حقه‌بازی»
- «اشتباهات خنده‌آور»
- «اندیشه‌های یک مغز پوک»
- «راهنمای بایگان»
- «عدالت بشر، درام»
- «محاکمهٔ ارواح متفقین در آن دنیا»
- «محاکمهٔ تبهکاران جنگ آلمان»
- «محاکمهٔ عشق و جنون و شهوت»
- «والدهٔ آقا مصطفی».